# Henry Hudson
Sir Henry Hudson, angleški morjeplovec in pomorski raziskovalec, * neznano kdaj, nekateri viri navajajo 12. september 1570, drugi 1550, † približno 1611.

## Življenje in delo
Henry Hudson je bil Anglež, ki je kar trikrat poskusil najti severni prehod do Azije. Prvič se je podal na pot leta 1607. Njegova naloga je bila najti severni prehod do Indije. Toda četudi je raziskal obalo Spitzbergov in ponovno odkril otok Jan Mayen vzhodno od Grenlandije, pomorske poti na vzhod ni našel. Vendar so ga naslednje leto ponovno poslali na pot z nalogo, da naj najde prehod med Spitzbergi in Novo Zemljo. Ko je ugotovil, da mu pot povsem zapira led, je moral namero opustiti.
Četudi obe Hudsonovi potovanji nista bili uspešni, je leta 1609 od Nizozemske dobil nalogo, da naj še enkrat poskuša najti severni prehod. S svojo ladjo Polmesec je objadral Norveški rt, toda zaradi vremenskih razmer potovanja ni mogel nadaljevati proti vzhodu. Zato je sklenil, da bo plul na zahod, da bi prišel do Orienta. Julija je prišel do severnoameriške celine zahodno od Nove Škotske. Od tam je odjadral vzdolž obale proti jugu mimo zaliva Chesapeake. Ko se je vračal proti severu, je raziskal ta zaliv, na hitro pregledal Delawarski zaliv in končno pristal v Sandy Hooku, vhodu v današnje pristanišče New Yorka.
V ta zaliv je Hudson prišel po golem naključju. Tukaj se zliva v morje ena največjih rek Severne Amerike, vendar z morja je ni bilo videti, ker sta polotoka Sandy Hook in Long Island povsem skrivala reko. Četudi je Hudson videl reko, ki se danes imenuje po njem, ni bil prvi Evropejec, ki jo je odkril; Giovanni Verrazano ga je prehitel za 100 let. Vendar pa jo je Hudson prvič raziskal. Jadral je še približno 250 km po reki navzgor, približno do današnjega mesta Albany, nekaj članov posadke pa je plulo še dlje. Kmalu je bilo očitno, da je Hudson plul po reki in ne po morski cesti do Tihega oceana.
Novembra 1609 se je Hudson vrnil v Anglijo, kjer so zaprli njega in njegovo angleško posadko, holandska posadka pa je lahko z ladjo odplula na Nizozemsko. Hudsonu so prepovedali, da bi se odpravljal na raziskovanja za druge države. Naslednje leto je spet odplul proti Ameriki, tokrat je domneval, da je vodna pot proti vzhodu daleč na severu. Evropo je zapustil aprila 1610 z ladjo Discovery.
Junija je zaplul v današnjo Hudsonovo pot po Hudsonovem prelivu. Ko je obplul polotok Ungava, je sklenil da bo jadral ob vzhodni obali današnjega Hudsonovega zaliva navzdol. Ko je prišel v James Bay na skrajnem južnem koncu Hudsonovega zaliva, je postalo jasno, da od tod ni nobene poti na zahod. 10. novembra je Discovery zarila v led. Tu se mu je posadka uprla in ga je obtožila, da kopiči zaloge in da pri razdeljevanju daje določenim ljudem več. Ko so se osvobodili ledu, je posadka Hudsona, njegovega sina in še peščico drugih prepustila usodi v majhnem čolnu.
Zatem ko je Hudson umrl, so Holandci v ustju reke Hudson ustanovili trgovsko oporišče. Leta 1622 pa so na Manhattanskem otoku ustanovili Novi Amsterdam. Leta 1664 so Holandci postavili še eno trgovsko oporišče, ko je Adriaen Block odkril Connecticut.
Tudi Francozi so v 17. stoletju počasi prodirali v notranjost celine, odkrili so Velika jezera in odpluli po Misisipiju navzdol do Mehiškega zaliva.